# Parque Nacional de Djukbinj
O Parque Nacional de Djukbinj é uma área protegida no Território do Norte da Austrália, localizada a cerca de 66 km leste-sudeste da capital do território, Darwin.